# Князева-Міненко Анна Вікторівна
Анна Вікторівна Крязева, в шлюбі Князєва-Міненко (англ. Hanna Knyazyeva-Minenko, івр. חנה קנייזבה מיננקו, нар.. 25 вересня 1989 року, Переяслав-Хмельницький, Українська РСР) — ізраїльська легкоатлетка українського походження, що спеціалізується в стрибках у довжину та потрійному стрибку.

## Біографія
Анна Князєва народилася 25 вересня 1989 року в Українській РСР.
У 2012 році посіла четверте місце на Олімпіаді в Лондоні з результатом 14,56 м.
Одружилася з ізраїльським десятиборцем Анатолієм Міненком, після чого змінила прізвище на подвійне, отримала ізраїльське громадянство і переїхала в його рідне місто Тель-Авів. З 2013 року представляє легкоатлетичну збірну держави Ізраїль.
У липні 2014 року завоювала бронзову медаль на легкоатлетичному турнірі Sainsbury's Anniversary Games, етап «Діамантової ліги» в Лондоні.
У липні 2013 року завоювала срібну медаль на легкоатлетичній «Діамантовій лізі» в Парижі.
У березні 2015 року виборола бронзову медаль у потрійному стрибку на чемпіонаті Європи з легкої атлетики в Празі.
У червні 2015 року на I Європейських іграх в Баку встановила рекорд Європейських ігор у потрійному стрибку — 14,41 м.
24 серпня 2015 року на Чемпіонаті світу з легкої атлетики в Пекіні завоювала срібну медаль встановивши свій особистий рекорд у потрійному стрибку — 14,78 м.
10 липня 2016 року посіла друге місце у потрійному стрибку на чемпіонаті Європи з легкої атлетики в Амстердамі (14,51 м).
14 серпня 2016 на Олімпійських Іграх в Ріо-де-Жанейро зайняла 5-е місце з результатом 14,68 м.